# J. Dave Mendenhall
J. Dave Mendenhall (...) è un astronomo statunitense.
Il Minor Planet Center gli accredita la scoperta dell'asteroide 11500 Tomaiyowit effettuata il 28 ottobre 1989 in collaborazione con Jean Mueller.